# ピエール・ンクルンジザ
ピエール・ンクルンジザ（Pierre Nkurunziza, ヌクルンジザとも、1964年12月18日 - 2020年6月8日）は、ブルンジの政治家。第9代大統領を務めた。フツ。フツ系出身としては選挙で選ばれた2人目のブルンジ大統領となる。また1993年からのブルンジ内戦後、最初の民主的な選挙（間接選挙）による大統領である。

## 来歴

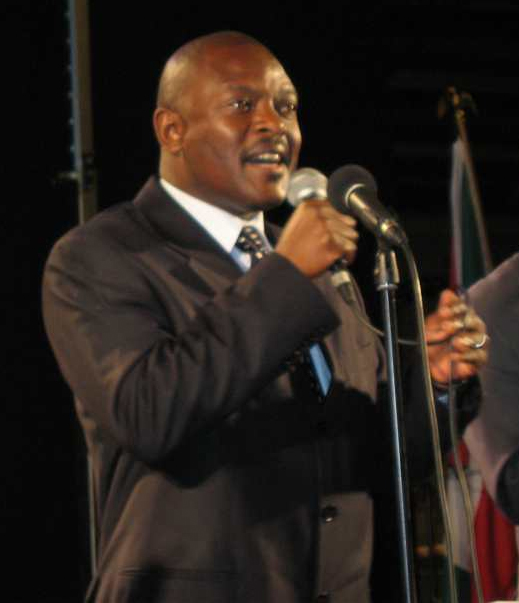
2006年6月10日、ノルウェー・フレドリクスタにて

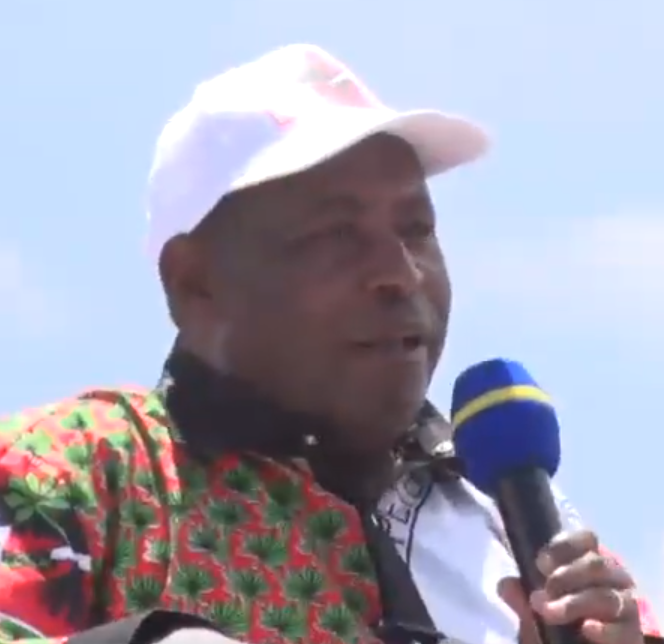
エヴァリステ・ンダイシミエは、2020年の選挙に先立ってCNDD-FDDのリーダー候補としてンクルンジザから支持された。

首都ブジュンブラ生まれ。父ユスタシュ・ンガビシャ (Eustache Ngabisha) はフツの政治家で、1965年にブルンジ国会の議員となる。のちに2州の知事を歴任するが、フツの虐殺が起きた1972年に殺害された。母はツチである。
ピエール・ンクルンジザはンゴジ県で初等教育、ギテガで中等教育を受け、ブジュンブラ大学で教育とスポーツを専攻、1990年に卒業。卒業前は、初等学校および中等学校の教師を勤めた。
メルシオール・ンダダエの暗殺による1993年のブルンジ内戦勃発時には、ブジュンブラ大学の講師。1995年から反政府闘争に参加。フツ系の反政府武装集団民主防衛国民会議/民主防衛軍 (CNDD/FDD) の兵士となった。
後に IRIN のインタビューに応じて反政府闘争に入ったいきさつをこう語っている。「キャンパスがツチに襲われ200人の学生が殺された。ツチは私も殺そうとした。彼らは私の車を撃ったが、私は逃げた。彼らは私の車にかすった。それからCNDD-FDDの兵士になった。我々は戦争を強いられたのであり、我々が戦争を始めたわけではないのだ」
1998年にCNDDとFDDは分裂し、2001年にンクルンジザはFDD司令官ジャン＝ボスコ・ンダイケグルキエ (Jean-Bosco Ndayikengurukiye) を倒して主流派となり、CNDD-FDDの指導者となる。CNDD-FDDが和平合意に応じた後、2003年末から暫定政府に閣僚として参加。2005年7月に行われた国政選挙で、上院・下院とも政党となったCNDD-FDDが勝利し、8月19日、上下院議員による選挙で、圧倒的な大差により大統領に選出され、2005年8月26日、正式に大統領に就任した。2010年6月28日の大統領選挙では対立6候補が全員選挙をボイコットし、再選された。
2007年には、首都をブジュンブラからギテガに遷す方針を発表した。2019年、ギデガは「政治的首都」となり、政府機関が移転した。一方、旧首都であるブジュンブラを「経済的首都」と定めた。 
2015年4月、3期連続の大統領職を目指すと宣言したことにより抗議デモが発生している。7月21日、野党がボイコットする中で行われた大統領選挙で当選し、3期目に入った。反大統領派は3選を禁止する憲法に違反するとして批判しており、アメリカ合衆国のジョン・ケリー国務長官は選挙を非民主的と批判した。
大統領3選後は、反対勢力を弾圧するなど強権的な政策を進め人権団体などに批判されたが、地方部を中心とした強い支持を維持し続けた。2018年には、憲法の大統領多選制限規定を問う国民投票を実施。70%を上回る支持を獲得して最長2034年までの在職を可能とした。結局、2020年5月20日の大統領選挙には出馬しなかったが、同じCNDD-FDDのエヴァリステ・ヌダイシミエ党首が当選しており、ンクルンジザが今後も影響力を行使すると考えられていた。
しかし大統領退任を2カ月半後に控えた6月6日にバレーボールの試合を観戦後、体調不良を訴え入院。一時は快方に向かったが、8日に心臓停止により死去した。55歳没。なお、ンクルンジザが亡くなる前の5月31日に妻が新型コロナウイルス感染症（COVID-19）の疑いによりナイロビの病院に緊急搬送されており、同じ感染症との見方もあるが因果関係は定かではない。次期大統領が就任する8月までの残余任期については、国会議長のパスカル・ニャベンダが大統領代行として務めるとみられていたが、憲法裁判所は暫定措置は必要なく、既に次期大統領に当選しているヌダイシミエが可能な限り早期に就任すべきとの判断を示したため、暫定大統領は置かれず、6月18日にヌダイシミエが前倒し就任した。

## 家族
宗教はプロテスタント系キリスト教徒で「ボーンアゲイン」を自認する。1994年に結婚し、妻と息子2人がいる。兄弟はほとんどが内戦で死亡したが、姉妹1人が生存している。

## 脚註
1. 1 2  政治危機のブルンジ、10万人以上が国外避難 国連フランス通信社・2015年5月15日観覧
2. ↑  BURUNDI: IRIN interview with Pierre Nkurunziza, leader of CNDD-FDD, IRIN, 23 August 2004.
3. ↑  UK Home Office Immigration and Nationality Directorate Country Assessment - Burundi, 1 April 2002.
4. ↑  ブルンジ大統領選「非民主的」 米国務長官が声明 日本経済新聞
5. ↑  ブルンジ大統領選：現職が３選毎日新聞
6. ↑  “ブルンジ大統領、2034年まで任期延長可能に 改憲国民投票で圧勝”.   AFP (2018年5月22日). 2018年5月22日閲覧。
7. ↑  “Burundi: Who is Evariste Ndayishimiye?”. The Standard. (2020年5月26日) 2020年5月26日閲覧。
8. 1 2  “ブルンジ大統領、心不全で死去 長期政権の終焉目前に”. AFP 2020年6月10日閲覧。
9. ↑  “Burundi President Pierre Nkurunziza 'dies of cardiac arrest' at 55”. BBC News. BBC. (2020年6月9日) 2020年6月10日閲覧。
10. ↑  ブルンジ大統領死去 - 現代アフリカ地域研究センター公式ホームページ（今日のアフリカ）2020年6月10日
11. ↑  “Court hands Ndayishimiye power baton, rules oath of office to take place urgently”. The EastAfrican. (2020年6月13日) 2020年6月22日閲覧。
12. ↑  “Evariste Ndayishimiye: Who is Burundi's new president?”. アルジャジーラ. (2020年6月19日) 2020年6月22日閲覧。